# Directive shinto
La directive shinto, SCAPIN 448, est rédigée par le lieutenant. William K. Bunce, U.S.N.R, expert de l'armée américaine sur la culture et la religion japonaises au cours de l'occupation du Japon à l'issue de la Seconde Guerre mondiale. Publiée le 15 décembre 1945 sous le titre complet de  « Abolition du parrainage, du soutien, de la continuation, du contrôle et de la diffusion gouvernemental du shintoïsme d'État (Kokka Shinto, jinja shinto) », elle fait partie de la politique des forces d’occupation américaines visant à supprimer le shintoïsme d'État. Le shinto en effet, sous la forme qu'il a prise dans les décennies qui ont précédé la Seconde Guerre mondiale, est un instrument de propagande utilisé comme moyen de diffuser les idées ultranationalistes et un outil du militarisme.
La directive est partiellement basée sur le concept de liberté de religion garantie par la constitution des États-Unis. Selon la directive, le shintoïsme d’État doit être privé de tout soutien public et de son attirail « ultranationaliste et militariste ». Ce qui en reste est autorisé à subsister en tant qu'élément de la secte shinto, religion égale aux autres et sans privilège particulier, pris en charge seulement par des offrandes privées.  
Aucun fonds public ne peut être utilisé pour financer les sanctuaires shinto ou leurs prêtres. L'empereur ne peut plus rendre compte des affaires publiques à ses ancêtres lors de ses visites aux sanctuaires. Mais il peut, comme d'autres fonctionnaires, y prier à titre individuel. La doctrine shinto doit être éliminée des manuels scolaires. « L'idéologie militariste et ultranationaliste »  ne peut être promue ou encouragée dans le cadre du shinto ou de tout autre croyance. Les doctrines suivantes sont spécifiquement interdites : que l'empereur est supérieur aux autres dirigeants parce qu'il est descendant du Soleil; que le peuple japonais est supérieur aux autres peuples ou que les îles japonaises sont supérieures aux autres terres parce qu'Amaterasu le veut ainsi.
La directive va ainsi au-delà de la simple séparation de l'Église et de l'État. Il s'agit d'une tentative par les autorités américaines de tracer la limite entre une authentique doctrine religieuse et une propagande sociale néfaste.
À la suite de la directive, nombres d'instructions émanant du gouvernement sont émises couvrant un large éventail d'interdictions relatives aux rites et à la culture japonaises. Il est interdit aux élèves des écoles publiques et aux enfants en bas âge de participer à des excursions aux institutions religieuses ; Il est interdit aux comités municipaux locaux de collecter des fonds pour les sanctuaires ; Les rites de fondation (construction) (jichinsai) et d’achèvement (jōtōsai) ne doivent pas être accomplis pour les bâtiments publics; Il est interdit aux organes publics et d’État de conduire des funérailles et des rites de propitiation pour les morts de la guerre et l'enlèvement et/ou l'érection de sites commémoratifs aux victimes de la guerre sont réglementés par la directive. Toutefois, la directive est indulgente à l'égard des rites impériaux. 
Dans un premier temps la directive est appliquée de façon rigide ce qui entraîne de nombreuses plaintes et doléances de la part de la population. En 1949, à la mi-temps de l'occupation du pays, la directive est appliquée avec plus de souplesse. L'agrément accordé à des funérailles qui comportent des rites religieux est représentatif de cette clémence. Les funérailles de Matsudaira Tsuneo (en) de la chambre haute (de style shinto) et de Kijūrō Shidehara de la chambre basse (bouddhiste) en sont des exemples typiques.
La directive a eu un impact considérable sur la politique du Japon d'après-guerre. Bien qu'elle n'ait été appliquée que par les Américains, nombre des modifications qu'elle a apportées ont été intégrées dans l'interprétation légale révisée d'après-guerre de la « séparation de l'église et de l’État ». La seule réversion notable, outre l'approbation des funérailles nationales du temps de l'occupation, est la décision de la Cour suprême en 1965 d'autoriser les rites jichinsai et jōtōsai lors des constructions des bâtiments publics.